# Colonia Baylina
Colonia Baylina es un paraje y centro rural de población con junta de gobierno de 3ª categoría del distrito Las Colonias del departamento San Salvador, en la provincia de Entre Ríos, República Argentina. El paraje es también conocido con el nombre de Colonia Santa Elena, ya que esta fue su denominación inicial.
En los censos de 1991 y 2001 la Colonia Baylina no fue considerada como una localidad y su población fue censada como rural dispersa. La población de la jurisdicción de la junta de gobierno era de 208 habitantes en 2001.
El centro rural de población fue creado mediante el decreto 5668/1986 MGJE del 25 de noviembre de 1986, designándose los integrantes de la junta de gobierno por el decreto 5669/1986 MGJE del mismo día. Los límites jurisdiccionales de la junta de gobierno fueron establecidos por decreto 5624/1987 MGJE del 28 de septiembre de 1987. Nuevas autoridades fueron designadas en 2000, 2004 y 2008. En 2011 los 5 vocales fueron elegidos en circuito electoral común con la junta de gobierno de San Ernesto, pero sin incluirla en su jurisdicción.
El domingo 6 de abril de 2008 habría caído un meteorito en la zona de Colonia Baylina.